# Carmen de Areco
Carmen de Areco è una cittadina argentina della provincia di Buenos Aires capoluogo del partido omonimo.

## Geografia
Carmen de Areco sorge sulla sponda destra del fiume Areco, a 145 km ad ovest di Buenos Aires.

## Cultura

### Istruzione

#### Musei
- Museo Storico

## Infrastrutture e trasporti
Carmen de Areco sorge lungo la strada nazionale 8 che unisce Buenos Aires a Mendoza e al Cile.